# Belleville (Kansas)
Belleville es una ciudad ubicada en el condado de Republic en el estado estadounidense de Kansas. En el año 2010 tenía una población de 1991 habitantes y una densidad poblacional de 390,39 personas por km².

## Geografía
Belleville se encuentra ubicada en las coordenadas 39°49′25″N 97°37′49″O / 39.82361, -97.63028 (39.823548, -97.630183).

## Demografía
Según la Oficina del Censo en 2000 los ingresos medios por hogar en la localidad eran de $26 692 y los ingresos medios por familia eran $36 515. Los hombres tenían unos ingresos medios de $24 743 frente a los $16 964 para las mujeres. La renta per cápita para la localidad era de $18 989. Alrededor del 8.7 % de la población estaban por debajo del umbral de pobreza.